# Mondsee (jezioro w Austrii)
Mondsee – jezioro w Austrii w regionie Salzkammergut. Administracyjnie znajduje się w kraju związkowym Górna Austria. Zajmuje powierzchnię 13,78 km². Średnia głębokość wynosi 37 m, zaś maksymalna 68 m. Lustro wody znajduje się na wysokości 481 m n.p.m.
Na północno-zachodnim brzegu położone jest miasto Mondsee, zaś po przeciwnej stronie wieś Oberburgau. W tym ostatnim z jeziora wypływa krótka rzeka Seeache, łącząca je z jeziorem Attersee. Rzekami zasilającymi Mondsee są Zeller Ache, Fuschler Ache i Wangauer Ache.

## W fikcji
- Mondsee pojawia się w powieści Iana Fleminga Operacja Piorun, opowiadającej o przygodach Jamesa Bonda[2]
- Nad jeziorem toczy się akcja powieści Unter der Drachenwand Arno Geigera[3]